# Разбудите Мухина!
«Разбудите Мухина» — советский художественный комедийный фильм режиссёра Якова Сегеля, созданный в 1967 году.

## Сюжет
Во время лекций по литературе студент-вечерник Саша Мухин, машинист метро, спит и видит сны.
В приблизительном соответствии с предметом лекций, он то пытается предотвратить дуэль Пушкина с Дантесом, то вмешивается в события восстания Спартака, то присутствует при отречении Галилея, то встречается с человеком из будущего и узнаёт от него свою дальнейшую судьбу.
Все эпизоды переполнены насмешкой над различными штампами и стереотипами. Так, арена римского цирка и происходящее на ней по большей части копирует современные футбольные матчи. Когда главного героя в XVII веке ссылают на необитаемый остров, ему объясняют, что «солнце, воздух и вода» — верные средства от его греховных устремлений.
Все встреченные в «прошлом» дамы лицом и именем схожи с женой Мухина, а по мере развития сна их поведение и речь становится всё более и более «современными».
В финале, встретившись со своей женой в метро, Мухин видит на едущем навстречу эскалаторе те же самые лица, которые ему встречались в снах о прошлом. А ведёт поезд человек с внешностью Спартака.

## Критика
Фильм подвергся разгромной критике («разбудили Мухина, усыпили зрителя»); одна из рецензий называлась «Не надо». В итоге картина получила «четвёртую прокатную категорию» (5—10 копий с оригинала), что было равнозначно «положить фильм на полку». Из-за малого тиража фильм ограниченно прошёл по периферийным кинотеатрам и почти не транслировался по телевидению.

## В ролях
- Сергей Шакуров — Александр Александрович Мухин / человек из будущего
- Лилиана Алёшникова — Лида / Лидия / Ливия
- Георгий Тусузов — Аксиний, пожилой гладиатор
- Николай Рыбников — Бенкендорф, шеф жандармов / Тит Валерий / инквизитор
- Вадим Захарченко — Николай I
- Иван Рыжов — сенатор / директор / монах-пропойца / кладовщик из монастыря Святого Павла
- Николай Сергеев — преподаватель физики / Галилей
- Михаил Глузский — Диоген / Демосфен / скульптор
- Валентина Телегина — римлянка / уборщица аудитории
- Светлана Коновалова — Евгения Николаевна, преподавательница литературы
- Александр Палеес — А. С. Пушкин
- Валерий Козинец — Спартак / машинист метропоезда
- Вера Ивлева — студентка
- Владимир Грамматиков — студент / римлянин
- Микаэла Дроздовская — студентка / Наталья Гончарова
- Владимир Ферапонтов — комментатор гладиаторских боёв
- Леонид Реутов — студент на лекции
- Любовь Бочарова (Морозова) — студентка на лекции

## Съёмочная группа
- Сценарий: Анатолий Гребнёв, Яков Сегель.
- Режиссёр: Яков Сегель.
- Композитор: Микаэл Таривердиев.

Съёмки фильма проходили в московском метро и в Крыму, в районе посёлка Коктебель, в районе Тихой бухты.